# یواس‌اس گلاور (اف‌اف-۱۰۹۸)
یواس‌اس گلاور (اف‌اف-۱۰۹۸) (به انگلیسی: USS Glover (FF-1098)) یک کشتی بود که طول آن ۴۱۴ فوت ۶ اینچ (۱۲۶٫۳۴ متر) بود. این کشتی در سال ۱۹۶۵ ساخته شد.